# Активан оператор
Активни оператор је израз који су увели психолози како би указали на чињеницу да при расподели функција између  човека и машине је неопходно да се обезбеди активна улога  човека без обзира да ли је технички изводљиво да извесне задатке обавља и машина. Ради се о потреби да се очува довољан ниво активације оператора при раду аутоматизованих машина како би се у ситуацијама отказа машине обезбедила адекватна реакција оператора. Испоставило се да у ситуацијама отказа рада, ако је оператор био пасиван посматрач, долази до 50% снижавања ефикасности приликом вршења задатка за разлику од активног оператора.
С друге стране, принцип „активан оператор“ указује на негативну страну аутоматизације рада где се човек своди на пуки додатак машине. Пасиван радник је изложен монотонији, а његов рад је непримерен човековом бићу те се чак и евидентне предности човека над машином стављају ван функције. 